# Александр Геліос
Александр Геліос (*Αλέξανδρος Ήλιος, 40 до н. е. —після 29 до н. е.) — давньоримський нобіль та представник династії Птолемеїв.

## Життєпис
Походив з роду Антоніїв. Син Марка Антонія, консула 44 року до н. е., і Клеопатри VII, брат-близнюк Клеопатри Селени.
У 37 році до н. е. Антоній визнав Александра законним сином і одружився з його матір'ю. У 34 році до н. е., плануючи війну з Вірменією, Антоній удавано запропонував вірменському цареві Артавазду видати за Олександра свою доньку. Після перемоги над Вірменією заручив сина з донькою мідійського царя Артавазда — Іотапою.
Після повернення до Олександрії Антоній оголосив Александра царем Вірменії, Мідії та Парфії та вивів його до народу в мідійському національному одязі.
Після поразки і загибелі Антонія у 30 році до н. е. Александр потрапив у полон до Октавіана та 29 року до н. е. його було проведено в тріумфі в Римі. Після цього виховувався в будинку Октавії, сестри Октавіана і дружини Антонія. Подальша доля не відома.